# Holothuria (Microthele)
Holothuries à mamelles
Sous-genre
Holothuria (Microthele) est un sous-genre de concombres de mer de la famille des Holothuriidae. Les espèces de ce groupe sont souvent appelées « holothuries à mamelles » et font l'objet d'une pêche commerciale intense et préoccupante. 

## Description

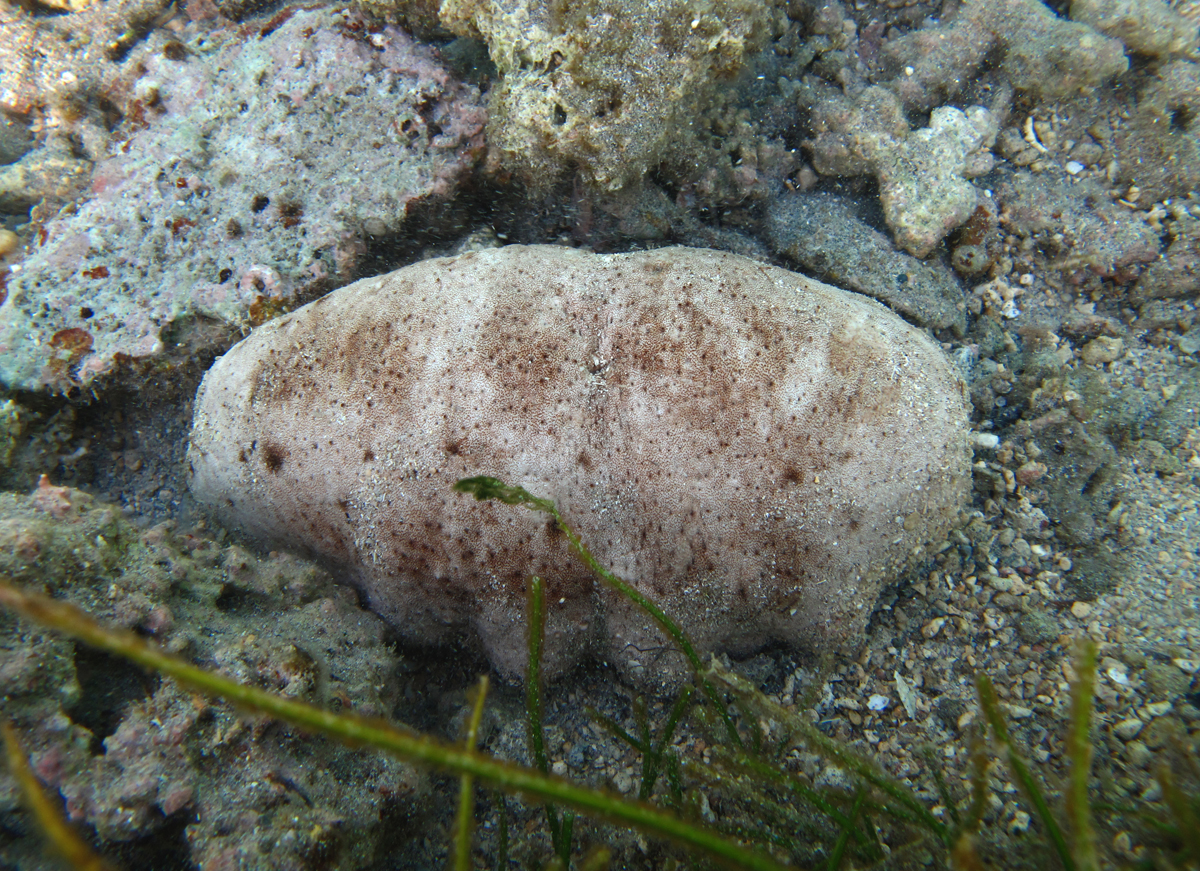
Sur cette jeune Holothuria cf. fuscogilva, les « mamelles » sont bien visibles.

Ce sont des holothuries d'aspect classique, avec un corps allongé en cylindre grossier (aplati sur la face ventrale), boudiné et arrondi aux deux extrémités, parfois arqué. Ce sont des holothuries de bonne taille, mesurant généralement une grosse vingtaine de centimètres de long à l'âge adulte, et jusqu'à 70 cm de long pour la plus imposante, Holothuria fuscopunctata, pour un poids adulte oscillant entre 3 et 5,5 kg.
La principale caractéristique visible de ce groupe est la présence, chez toutes les espèces à l'exception de Holothuria fuscopunctata, de larges protubérances charnues sur le bas des flancs, vulgairement appelées « mamelles » (d'où le nom vernaculaire français et l'appellation anglaise de teatfish). 
La bouche est ventrale et est entourée de 20 tentacules courts peltés. À l'autre bout, l'anus est large ; il n'a pas de dents anales mais est entouré de 5 papilles dures et parfois colorées pouvant prêter confusion avec les espèces du genre Actinopyga. Ces espèces n'ont pas de tubes de Cuvier.

## Habitat et répartition
Ces espèces se rencontrent uniquement dans les écosystèmes coralliens de l'Indo-Pacifique, de la côte est-africaine à la Polynésie.
On les trouve posées sur le fond, sur des substrats plutôt sableux entre la surface et quelques dizaines de mètres de profondeur.

## Relations à l'homme

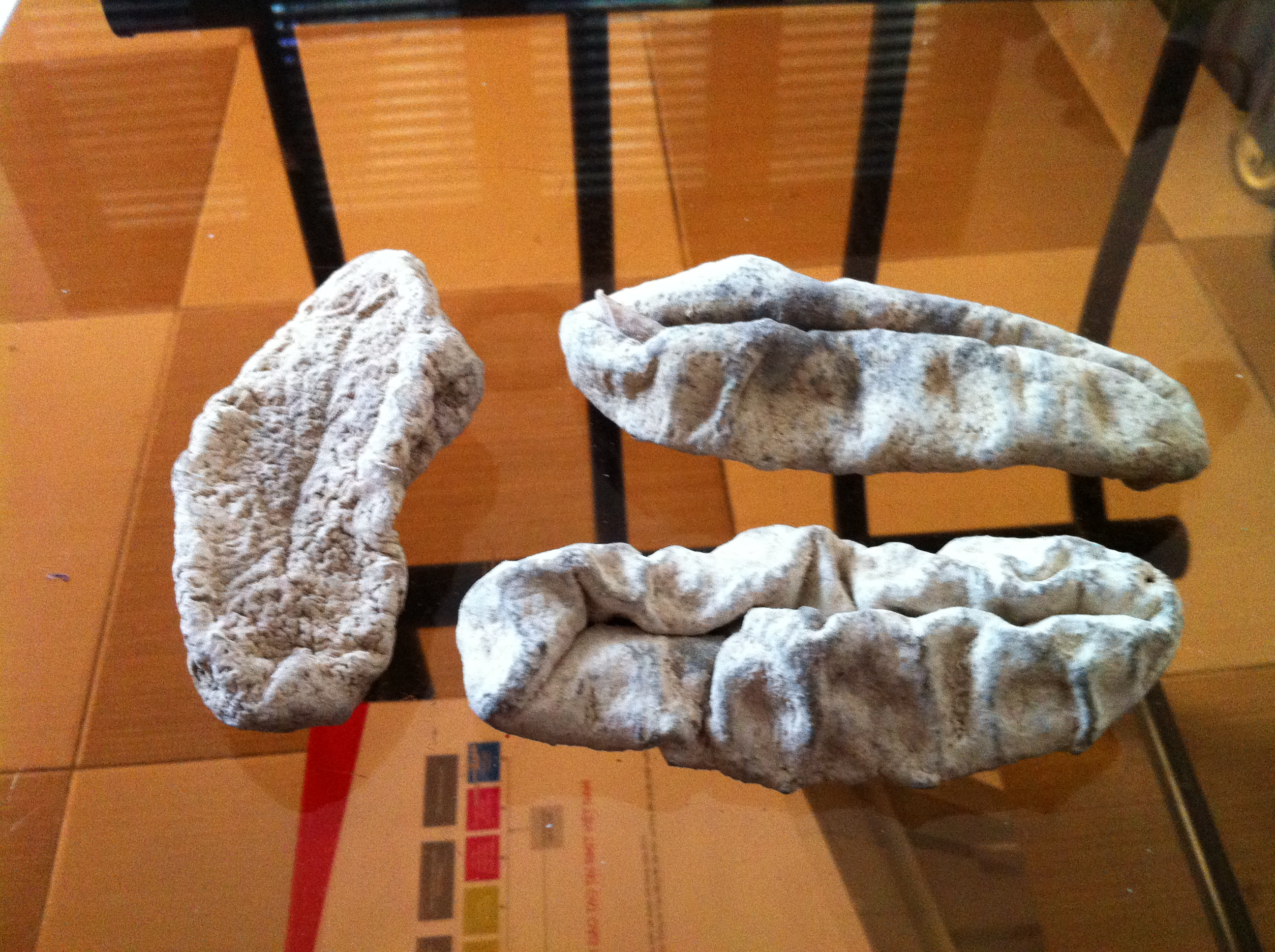
Holothuria nobilis séchées pour le commerce au Viêtnam.

Ces espèces sont comestibles, et parmi les plus recherchées (mis à part Holothuria fuscopunctata) : elles sont exploitées dans de nombreux pays tropicaux pour l'export à destination de l'Asie du sud-est (principalement la Chine), où elles atteignent des prix très élevés. Pour cette raison, la plupart des espèces sont aujourd'hui considérées en danger par l'UICN. 

## Liste des espèces
Historiquement, ce groupe fut proposé par Johann Friedrich von Brandt en tant que genre à part entière, mais les données scientifiques récentes l'ont placé au rang de sous-genre du vaste genre Holothuria. 
Selon World Register of Marine Species (30 novembre 2015) :
- Holothuria (Microthele) fuscogilva Cherbonnier, 1980 -- Holothurie blanche à mamelles (Indo-Pacifique tropical, classée vulnérable par l'IUCN)
- Holothuria (Microthele) fuscopunctata Jaeger, 1833 -- Holothurie trompe d'éléphant (Indo-Pacifique tropical, classée préoccupation mineure par l'IUCN)
- Holothuria (Microthele) nobilis (Selenka, 1867) -- Holothurie noire à mamelles (Océan Indien occidental, classée en danger par l'IUCN)
- Holothuria (Microthele) whitmaei Bell, 1887 -- Holothurie noire à mamelles du Pacifique (Océan Pacifique et région indonésienne, classée en danger par l'IUCN)

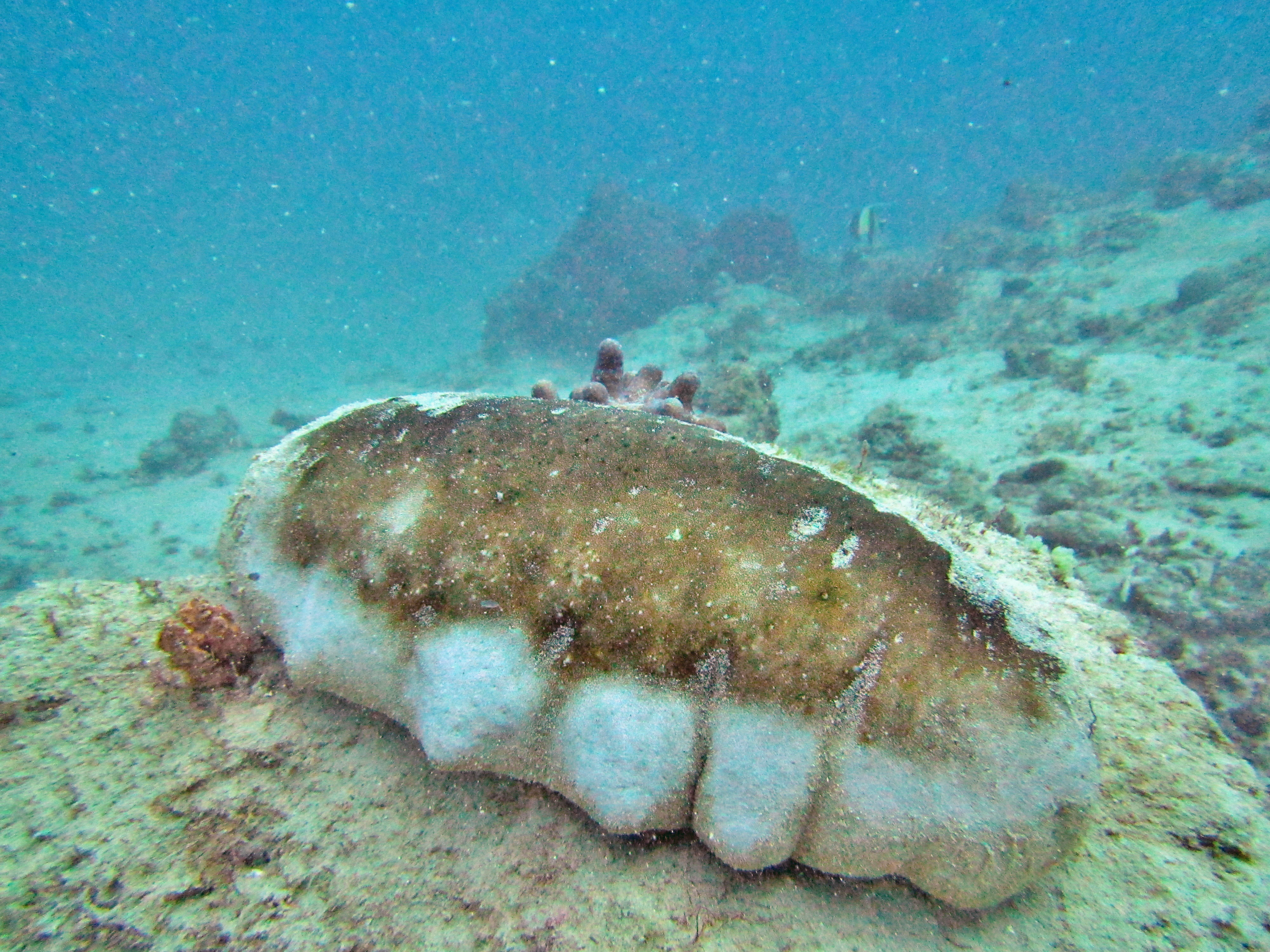
Holothuria fuscogilva
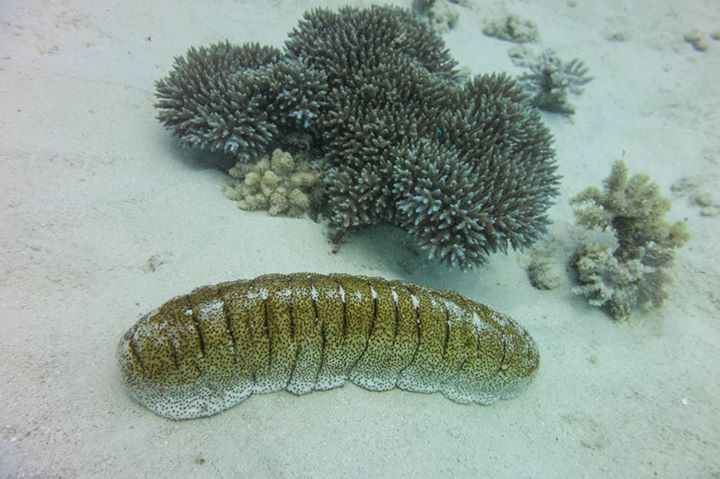
Holothuria fuscopunctata
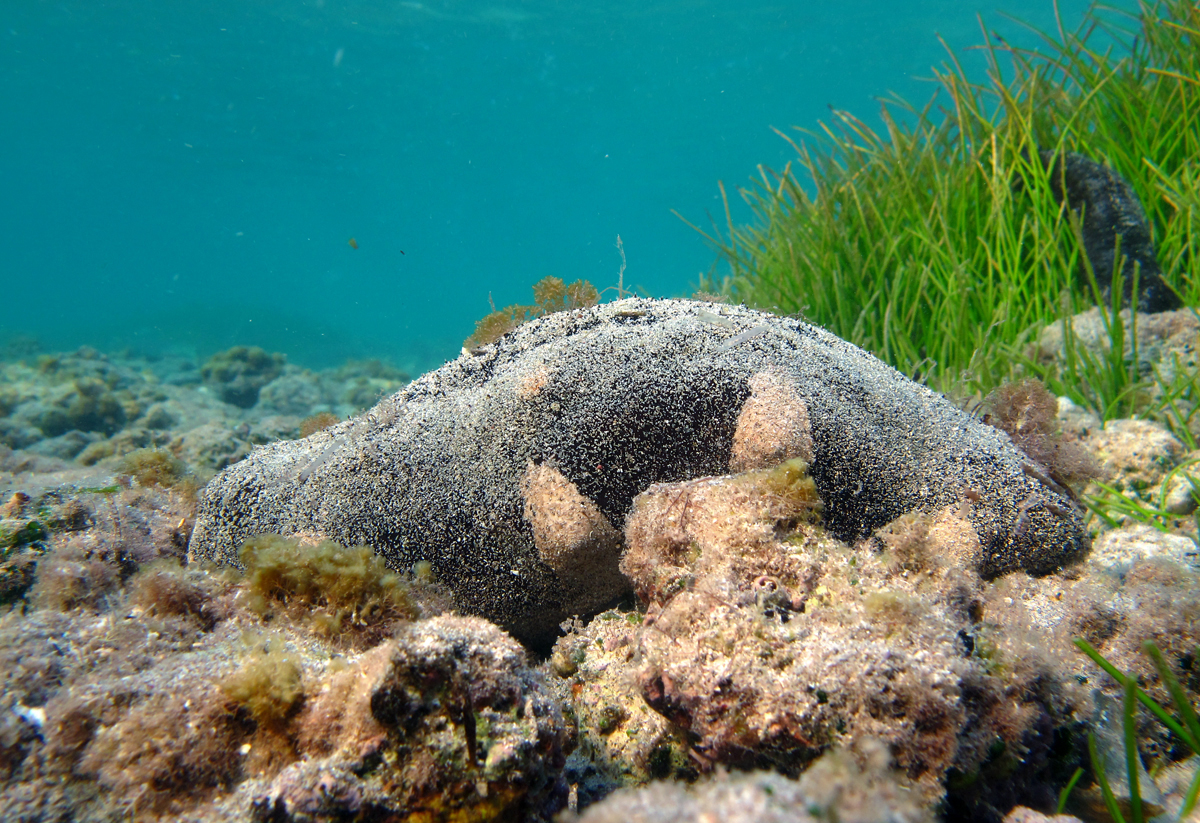
Holothuria nobilis
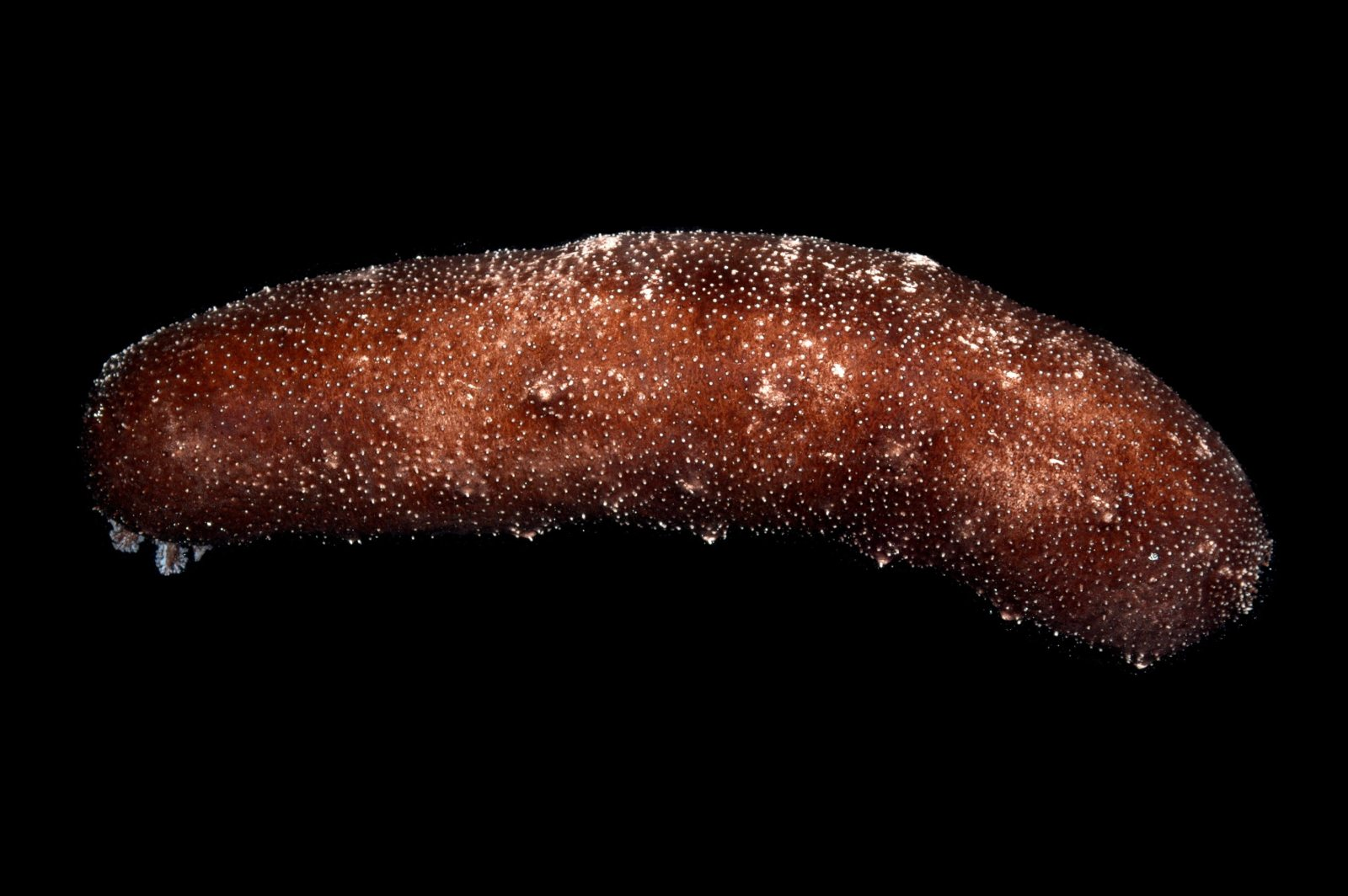
Holothuria whitmaei
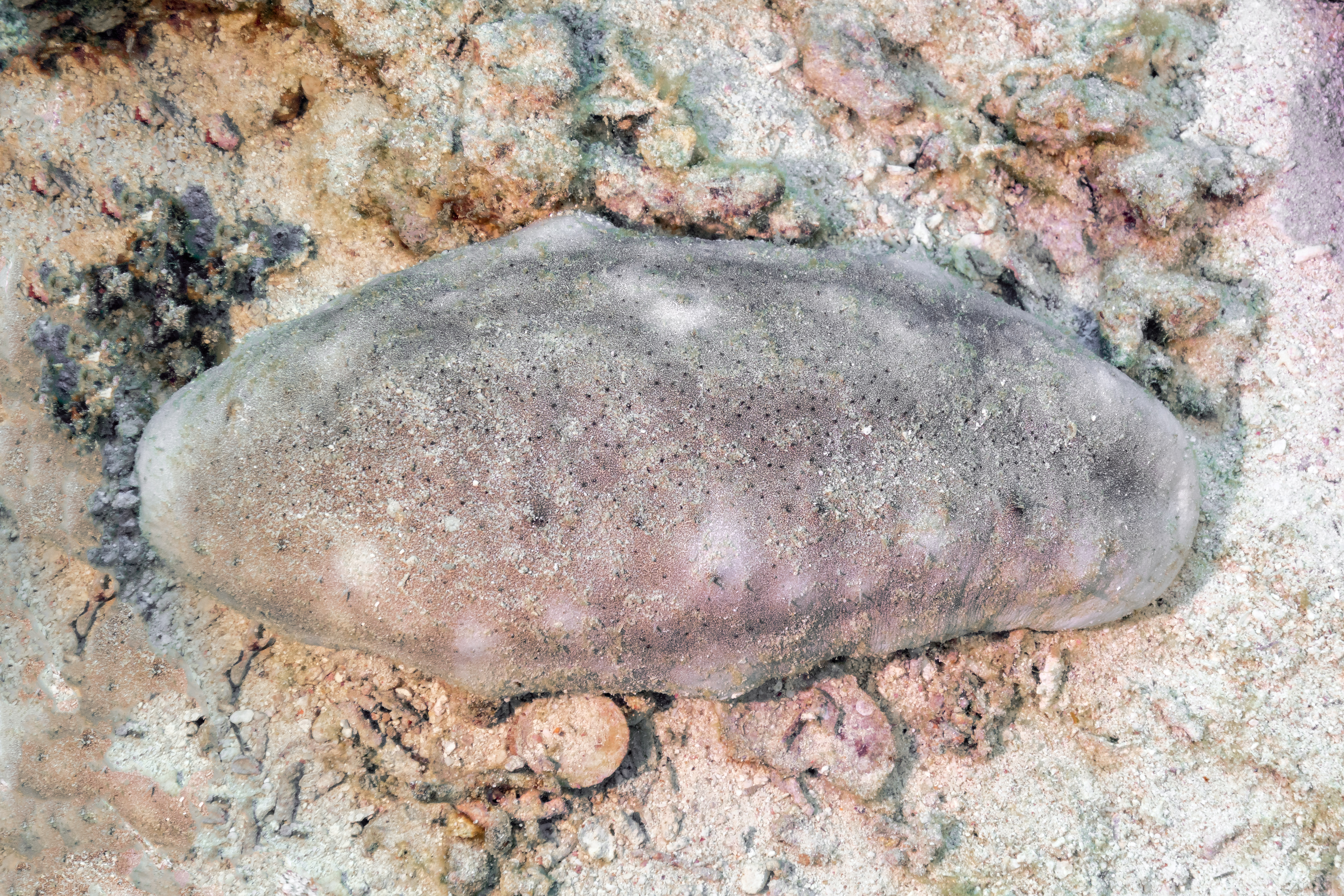
Holothuria (Microthele) fuscogilva au large du Ras Mohammed, mer Rouge, Égypte. Mars 2022.